# 데스 캡 포 큐티
데스 캡 포 큐티(Death Cab for Cutie)는 1997년 결성된 미국 워싱턴주 벨링햄 출신 밴드이다.

## 음반 목록

### 정규 음반
- 《You Can Play These Songs with Chords》(1997년)
- 《Something About Airplanes》(1998년)
- 《We Have the Facts and We're Voting Yes》(2000년)
- 《The Photo Album》(2001년)
- 《Transatlanticism》(2003년)
- 《Plans》(2005년)
- 《Narrow Stairs》(2008년)
- 《Codes And Keys》(2011년)

### EP
- 《The Forbidden Love E.P.》 (2000년)
- 《The Stability E.P.》 (2002년)
- 《Studio X Sessions E.P.》 (2004년)
- 《The John Byrd E.P.》 (2005년)
- 《Crooked Teeth E.P.》 (2006년)
- 《The Open Door E.P.》 (2009년)